# Коломенский городской округ
Коломенский городской округ — бывшее муниципальное образование в Московской области России.
Соответствующей административно-территориальной единицей является город областного подчинения Коломна с административной территорией.
Административный центр — город Коломна.
Городской округ образован 21 апреля 2017 года путём объединения городского округа Коломна и Коломенского муниципального района. 6 октября 2020 года Коломенский городской округ и городской округ Озёры объединены в единое муниципальное образование Городской округ Коломна.

## География
Граничил с городскими округами Московской области: Воскресенск, Луховицы, Ступино, Егорьевск  и Озёры.

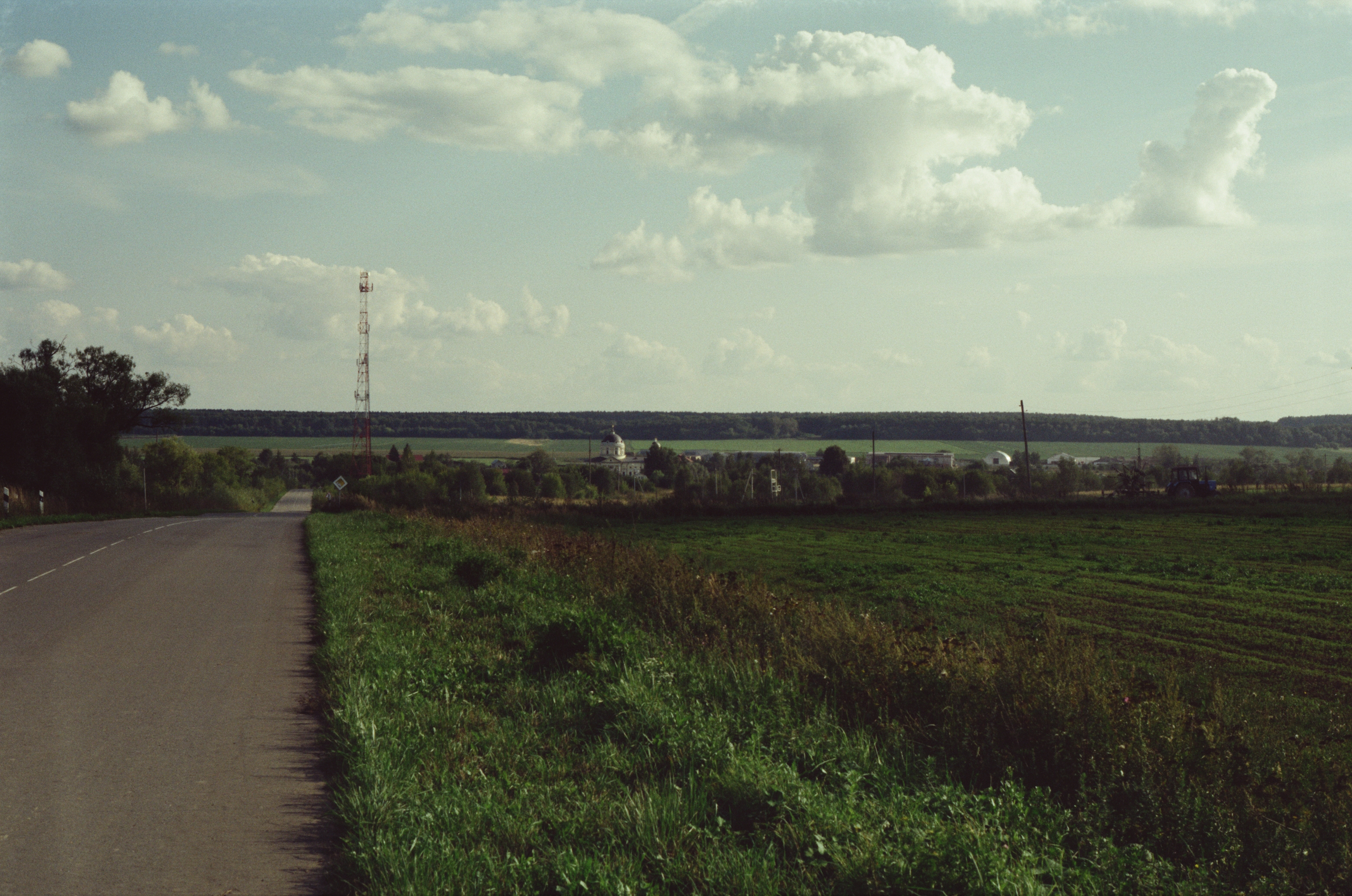
Типичный ландшафт Коломенского округа, вид на село Шкинь

## История
25 ноября 2004 года был образован городской округ Коломна законом Московской области № 153/2004-ОЗ «О статусе и границе городского округа Коломна», принятым Московской областной думой 21 октября 2004 года с единственным населённым пунктом в его составе.
В рамках муниципального устройства ранее образованные Коломенский муниципальный район и городской округ Коломна согласно закону № 36/2017-ОЗ от 6 апреля 2017 года упраздняются и объединяются в новое муниципальное образование — Коломенский городской округ (закон вступает в силу 21 апреля 2017 года). 8 июля 2017 года административно-территориальный Коломенский район был упразднён и преобразован в город областного подчинения Коломна с административной территорией.
6 октября 2020 года Коломенский городской округ и городской округ Озёры объединены в единое муниципальное образование Городской округ Коломна.
5 ноября 2020 года сельские населённые пункты, подчинённые Озёрам, были отнесены в подчинение Коломне.
13 ноября 2020 года был внесён на рассмотрение законопроект об изменении категории города Озёры на категорию города, административно подчинённого городу областного подчинения, 10 декабря в подчинение Коломны перешёл сам город Озёры.

## Население
| 2017    | 2018     | 2019     | 2020     |
| ------- | -------- | -------- | -------- |
| 187 262 | ↘186 802 | ↘184 706 | ↘183 254 |

## Населённые пункты
В Коломенский городской округ (город областного подчинения Коломна с административной территорией) c апреля 2017 до октября 2020 года входили 147 населённых пунктов, в том числе 1 город и 146 сельских населённых пунктов (из них 18 посёлков, 35 сёл и 93 деревни).
| №   | Населённый пункт  | Тип             | Население | бывшее муниципальное образование   |
| --- | ----------------- | --------------- | --------- | ---------------------------------- |
| 1   | Коломна           | город           | ↘132 247  | городской округ Коломна            |
| 2   | Акатьево          | село            | ↘1262     | сельское поселение Акатьевское     |
| 3   | Амерево           | село            | ↗464      | сельское поселение Пестриковское   |
| 4   | Андреевка         | деревня         | ↗458      | сельское поселение Непецинское     |
| 5   | Андреевское       | село            | ↗119      | сельское поселение Проводниковское |
| 6   | Апраксино         | деревня         | ↗110      | сельское поселение Акатьевское     |
| 7   | Афанасьево        | деревня         | ↗69       | сельское поселение Заруденское     |
| 8   | Бакунино          | деревня         | ↗278      | сельское поселение Радужное        |
| 9   | Барановка         | деревня         | ↗107      | сельское поселение Акатьевское     |
| 10  | Берняково         | деревня         | ↗32       | сельское поселение Хорошовское     |
| 11  | Биорки            | посёлок         | ↗2099     | сельское поселение Биорковское     |
| 12  | Богдановка        | деревня         | ↗251      | сельское поселение Проводниковское |
| 13  | Богородское       | деревня         | ↗13       | сельское поселение Биорковское     |
| 14  | Большое Карасёво  | деревня         | ↗79       | сельское поселение Биорковское     |
| 15  | Большое Колычёво  | село            | ↘121      | сельское поселение Акатьевское     |
| 16  | Борисово          | деревня         | ↗95       | сельское поселение Непецинское     |
| 17  | Борисовское       | деревня         | ↗150      | сельское поселение Проводниковское |
| 18  | Бортниково        | деревня         | ↘6        | сельское поселение Радужное        |
| 19  | Бузуково          | деревня         | ↗4        | сельское поселение Биорковское     |
| 20  | Васильево         | село            | ↗222      | сельское поселение Акатьевское     |
| 21  | Верхнее Хорошово  | деревня         | ↗96       | сельское поселение Проводниковское |
| 22  | Возрождение       | посёлок         | ↘434      | сельское поселение Непецинское     |
| 23  | Воловичи          | деревня         | ↗16       | сельское поселение Биорковское     |
| 24  | Ворыпаевка        | деревня         | ↗72       | сельское поселение Проводниковское |
| 25  | Гололобово        | село            | ↗309      | сельское поселение Биорковское     |
| 26  | Горки             | село            | ↗129      | сельское поселение Заруденское     |
| 27  | Горностаево       | деревня         | ↗76       | сельское поселение Непецинское     |
| 28  | Городец           | село            | ↗343      | сельское поселение Заруденское     |
| 29  | Городище-Юшково   | деревня         | ↗92       | сельское поселение Непецинское     |
| 30  | Городки           | деревня         | ↘51       | сельское поселение Биорковское     |
| 31  | Грайвороны        | деревня         | ↗28       | сельское поселение Биорковское     |
| 32  | Гришино           | деревня         | ↗89       | сельское поселение Биорковское     |
| 33  | Губастово         | деревня         | ↘472      | сельское поселение Хорошовское     |
| 34  | Дарищи            | село            | ↗39       | сельское поселение Хорошовское     |
| 35  | Дворики           | деревня         | ↗43       | сельское поселение Биорковское     |
| 36  | Дмитровцы         | село            | ↘66       | сельское поселение Хорошовское     |
| 37  | Дубенки           | деревня         | ↗12       | сельское поселение Биорковское     |
| 38  | Дубна             | деревня         | ↗30       | сельское поселение Проводниковское |
| 39  | Дуброво           | деревня         | ↘8        | сельское поселение Радужное        |
| 40  | Елино             | деревня         | ↗202      | сельское поселение Хорошовское     |
| 41  | Ерково            | деревня         | ↗21       | сельское поселение Хорошовское     |
| 42  | Запрудный         | посёлок         | ↘125      | сельское поселение Биорковское     |
| 43  | Заречный          | посёлок         | ↘673      | сельское поселение Биорковское     |
| 44  | Зарудня           | деревня         | ↗1572     | сельское поселение Заруденское     |
| 45  | Захаркино         | деревня         | ↘4        | сельское поселение Акатьевское     |
| 46  | Зиновьево         | деревня         | ↗43       | сельское поселение Акатьевское     |
| 47  | Змеево            | деревня         | ↗7        | сельское поселение Акатьевское     |
| 48  | Игнатьево         | деревня         | ↗33       | сельское поселение Акатьевское     |
| 49  | Ильинское         | деревня         | ↘0        | сельское поселение Биорковское     |
| 50  | Индустрия         | посёлок         | ↘980      | сельское поселение Непецинское     |
| 51  | Исаиха            | деревня         | ↘1        | сельское поселение Хорошовское     |
| 52  | Каменка           | посёлок         | ↘2        | сельское поселение Проводниковское |
| 53  | Каменка           | деревня         | →7        | сельское поселение Хорошовское     |
| 54  | Колодкино         | деревня         | ↘22       | сельское поселение Проводниковское |
| 55  | Комлево           | деревня         | ↘3        | сельское поселение Заруденское     |
| 56  | Конев-Бор         | деревня         | ↗80       | сельское поселение Хорошовское     |
| 57  | Коробчеево        | село            | ↗520      | сельское поселение Пестриковское   |
| 58  | Коростыли         | деревня         | →0        | сельское поселение Проводниковское |
| 59  | Кочаброво         | деревня         | ↘1        | сельское поселение Хорошовское     |
| 60  | Кудрявцево        | деревня         | ↘11       | сельское поселение Биорковское     |
| 61  | Куземкино         | деревня         | ↘14       | сельское поселение Непецинское     |
| 62  | Лесной            | посёлок         | ↘1659     | сельское поселение Биорковское     |
| 63  | Лукерьино         | село            | ↘543      | сельское поселение Проводниковское |
| 64  | Лыково            | деревня         | ↘7        | сельское поселение Непецинское     |
| 65  | Лысцево           | село            | ↘136      | сельское поселение Проводниковское |
| 66  | Макшеево          | село            | ↗50       | сельское поселение Заруденское     |
| 67  | Маливо            | село            | ↗166      | сельское поселение Заруденское     |
| 68  | Малое Карасёво    | деревня         | ↗279      | сельское поселение Биорковское     |
| 69  | Малое Уварово     | деревня         | ↗47       | сельское поселение Биорковское     |
| 70  | Малышево          | деревня         | ↘3        | сельское поселение Радужное        |
| 71  | Михеево           | посёлок         | ↗1        | сельское поселение Акатьевское     |
| 72  | Михеево           | деревня         | ↘4        | сельское поселение Заруденское     |
| 73  | Молитвино         | деревня         | ↘66       | сельское поселение Проводниковское |
| 74  | Молодинки         | деревня         | ↘60       | сельское поселение Заруденское     |
| 75  | Морозовка         | деревня         | ↘8        | сельское поселение Проводниковское |
| 76  | Мостищи           | деревня         | ↗77       | сельское поселение Заруденское     |
| 77  | Мякинино          | деревня         | ↗7        | сельское поселение Проводниковское |
| 78  | Мячково           | село            | ↘197      | сельское поселение Радужное        |
| 79  | Настасьино        | деревня         | ↗50       | сельское поселение Непецинское     |
| 80  | Негомож           | деревня         | ↗2493     | сельское поселение Заруденское     |
| 81  | Непецино          | село            | ↘2359     | сельское поселение Непецинское     |
| 82  | Непецино          | посёлок станции | ↘61       | сельское поселение Непецинское     |
| 83  | Нестерово         | деревня         | ↗31       | сельское поселение Заруденское     |
| 84  | Нижнее Хорошово   | село            | ↘1620     | сельское поселение Хорошовское     |
| 85  | Никульское        | село            | ↗272      | сельское поселение Радужное        |
| 86  | Новая             | деревня         | ↘173      | сельское поселение Хорошовское     |
| 87  | Новое             | деревня         | →0        | сельское поселение Непецинское     |
| 88  | Новое Бобренево   | село            | ↗37       | сельское поселение Хорошовское     |
| 89  | Новопокровское    | деревня         | ↘47       | сельское поселение Заруденское     |
| 90  | Новоселки         | посёлок         | ↘11       | сельское поселение Биорковское     |
| 91  | Новоселки         | деревня         | ↗16       | сельское поселение Хорошовское     |
| 92  | Октябрьское       | село            | ↗393      | сельское поселение Заруденское     |
| 93  | Осёнка            | посёлок         | ↘96       | сельское поселение Непецинское     |
| 94  | Павлеево          | деревня         | ↘6        | сельское поселение Проводниковское |
| 95  | Паново            | деревня         | ↗114      | сельское поселение Биорковское     |
| 96  | Паньшино          | деревня         | ↗25       | сельское поселение Хорошовское     |
| 97  | Парфентьево       | село            | ↗825      | сельское поселение Пестриковское   |
| 98  | Первомайский      | посёлок         | ↘1103     | сельское поселение Биорковское     |
| 99  | Пески             | посёлок         | ↘3277     | городское поселение Пески          |
| 100 | Пестриково        | село            | ↗500      | сельское поселение Пестриковское   |
| 101 | Петрово           | деревня         | ↘9        | сельское поселение Биорковское     |
| 102 | Печенцино         | деревня         | ↘2        | сельское поселение Проводниковское |
| 103 | Пирочи            | село            | ↘1451     | сельское поселение Заруденское     |
| 104 | Подберезники      | село            | ↘10       | сельское поселение Проводниковское |
| 105 | Подлужье          | деревня         | ↗133      | сельское поселение Радужное        |
| 106 | Подмалинки        | деревня         | ↘11       | сельское поселение Проводниковское |
| 107 | Подосинки         | деревня         | ↘31       | сельское поселение Заруденское     |
| 108 | Полубояриново     | деревня         | ↘1        | сельское поселение Биорковское     |
| 109 | Проводник         | посёлок         | ↘1018     | сельское поселение Проводниковское |
| 110 | Пруссы            | село            | ↗7        | сельское поселение Непецинское     |
| 111 | Радужный          | посёлок         | ↗2655     | сельское поселение Радужное        |
| 112 | Речки             | деревня         | ↗63       | сельское поселение Непецинское     |
| 113 | Рождественка      | деревня         | ↗11       | сельское поселение Хорошовское     |
| 114 | Романовка         | деревня         | ↘3        | сельское поселение Биорковское     |
| 115 | Санино            | деревня         | ↗227      | сельское поселение Непецинское     |
| 116 | Северское         | село            | ↗269      | сельское поселение Радужное        |
| 117 | Сельниково        | деревня         | ↗936      | сельское поселение Заруденское     |
| 118 | Сельцо-Петровское | деревня         | ↗19       | сельское поселение Заруденское     |
| 119 | Семёновское       | деревня         | ↘60       | сельское поселение Биорковское     |
| 120 | Семёновское       | посёлок         | ↘8        | сельское поселение Непецинское     |
| 121 | Семибратское      | деревня         | ↘86       | сельское поселение Проводниковское |
| 122 | Сергиевский       | посёлок         | ↘3197     | сельское поселение Пестриковское   |
| 123 | Сергиевское       | село            | ↗602      | сельское поселение Пестриковское   |
| 124 | Солосцово         | деревня         | ↗97       | сельское поселение Биорковское     |
| 125 | Старое Бобренево  | село            | ↘228      | сельское поселение Хорошовское     |
| 126 | Субботово         | деревня         | ↗23       | сельское поселение Проводниковское |
| 127 | Сурино            | деревня         | ↗18       | сельское поселение Заруденское     |
| 128 | Сычёво            | деревня         | ↗279      | сельское поселение Акатьевское     |
| 129 | Тимирёво          | деревня         | ↘31       | сельское поселение Заруденское     |
| 130 | Троицкие Озёрки   | село            | ↗147      | сельское поселение Заруденское     |
| 131 | Туменское         | деревня         | ↘67       | сельское поселение Биорковское     |
| 132 | Угорная Слобода   | деревня         | ↘1        | сельское поселение Заруденское     |
| 133 | Ульяновка         | деревня         | ↗2        | сельское поселение Проводниковское |
| 134 | Федосьино         | село            | ↘147      | сельское поселение Проводниковское |
| 135 | Хлопна            | деревня         | ↘0        | сельское поселение Биорковское     |
| 136 | Чанки             | село            | ↗552      | сельское поселение Хорошовское     |
| 137 | Черкизово         | село            | ↗1790     | сельское поселение Радужное        |
| 138 | Чуркино           | деревня         | ↘11       | сельское поселение Хорошовское     |
| 139 | Шапкино           | деревня         | ↗34       | сельское поселение Проводниковское |
| 140 | Шейно             | деревня         | →0        | сельское поселение Биорковское     |
| 141 | Шелухино          | деревня         | ↗21       | сельское поселение Хорошовское     |
| 142 | Шеметово          | село            | ↘663      | сельское поселение Непецинское     |
| 143 | Шереметьево       | деревня         | ↗3        | сельское поселение Биорковское     |
| 144 | Шкинь             | село            | ↘79       | сельское поселение Непецинское     |
| 145 | Шлюза «Северка»   | посёлок         | ↘23       | сельское поселение Хорошовское     |
| 146 | Щепотьево         | деревня         | ↗88       | сельское поселение Акатьевское     |
| 147 | Щурово            | деревня         | 21        | сельское поселение Акатьевское     |

До 21 апреля 2017 года городской округ Коломна включал один населённый пункт — город Коломна. После упразднения городского округа Коломна и его объединения с муниципальным районом с апреля 2017 года до октября 2020 года в Коломенский городской округ входили 147 населённых пунктов
1 января 2018 года посёлок городского типа (рабочий посёлок) Пески был преобразован в сельский населенный пункт — посёлок
После образования Коломенского городского округа с целью исключения наличия у двух одноимённых населённых пунктов одинаковых категорий постановлением Губернатора Московской области № 45-ПГ от 12 февраля 2018 года:
- деревня Каменка бывшего сельского поселения Проводниковское преобразована в посёлок;
- деревня Михеево бывшего сельского поселения Акатьевское преобразована в посёлок;
- деревня Новоселки бывшего сельского поселения Биорковское преобразована в посёлок;
- деревня Семёновское бывшего сельского поселения Непецинское преобразована в посёлок.

### Общая карта
Легенда карты:
|  | Более 100 000 жителей |
|  | Более 3000 жителей    |
|  | 2000—3000 жителей     |
|  | 1000—2000 жителей     |
|  | 500—1000 жителей      |
|  | Менее 500 жителей     |

## Местное самоуправление
Первый глава городского округа Коломна — Валерий Иванович Шувалов (1991 - 29 октября 2014).
Второй глава городского округа Коломна — Галина Владимировна Грачёва (с 30 октября 2014 по 10 ноября 2016).
Первый руководитель администрации городского округа Коломна — Валерий Иванович Шувалов (30 октября 2014 - 3 ноября 2016).
Временно исполняющий обязанности руководителя администрации городского округа Коломна  — Денис Юрьевич Лебедев (с 4 ноября 2016).
Временно исполняющий обязанности главы городского округа Коломна — Дмитрий Юрьевич Смирнов (с 11 ноября 2016).
Первый глава Коломенского городского округа - Денис Юрьевич  Лебедев (избран 16 октября 2017 года Советом депутатов из числа кандидатов, представленных конкурсной комиссией).
Председатель Совета депутатов Коломенского городского округа - Андрей Валерьевич Ваулин (избран 12.09.2017).